# Synotaxus brescoviti
Synotaxus brescoviti är en spindelart som beskrevs av Santos och Cristina A. Rheims 2005. Synotaxus brescoviti ingår i släktet Synotaxus och familjen Synotaxidae. Inga underarter finns listade i Catalogue of Life.